# ソリッドレコード夢のアルバム
『ソリッドレコード夢のアルバム』（ソリッドレコード ゆめのアルバム）は、1988年に発売された日本のコンピレーション・アルバムである。

## 概要
かつて60年代歌謡の研究誌『季刊リメンバー』（SFC音楽出版）を編集・発行していた高護率いるインディーズ・ソリッドレコードが、1988年6月25日に出したアルバムである。
ニュー・ウェイヴ出身の当時20代のアーティストたちが、1970年前後に活躍したヴェテラン歌手たちと組み、パスティーシュ的歌謡曲を生み出すことが、コンセプトであった。
作詞はすべてパール兄弟のサエキけんぞう、作曲には、おなじくパール兄弟に当時在籍した窪田晴男、当時ビブラストーンに在籍した沖山優司、当時Pizzicato Fiveに在籍した高浪慶太郎と小西康陽、当時ザ・ファントムギフトに在籍したチャーリー森田、クールスのジェームス藤木、元VOICEの大木雄司、元WITHの中崎英也、当時ゲルニカに在籍した上野耕路、音楽プロデューサー・作曲家の平井夏美、元ジューシィ・フルーツでのちに「おさかな天国」（1991年 / 2002年）で知られた柴矢俊彦が参加している。
歌唱には、「恋の奴隷」（1969年）の奥村チヨ、「真夏の出来事」（1971年）の平山みき、「夕焼けのあいつ」（1968年）の泉アキ、「京都慕情」（1970年）の渚ゆう子、「どうにもとまらない」（1972年）の山本リンダ、「うれしい体験」（1975年）の青木美冴、シンガーズ・スリーの伊集加代、元ワールド・スタンダードの大内美貴子が参加している。ミキ&カヨコが伊集と大内、PPSがサエキ・小西・高浪、ハルヲ&パールは窪田およびパール兄弟である（サエキけんぞうを除く）。
上記のほか、演奏に参加したのは、倉橋定良、坂上暁生、今井裕、棚沢雅樹、鎌田一夫、上村寛、村上公庸、美尾洋乃、美尾洋香、鈴木千夏、スティーヴ・衛藤。エンジニアは石井秀樹、ディレクターは高護、沖山雄司である。
ライナーノーツを近田春夫が執筆している。もっとも好きな曲は、ハルヲ&パール「涙のサスピション」だという。

## 収録曲
1. 奥村チヨ『恋のエクリチュール』 - 3分44秒
  - 作詞サエキけんぞう、作曲・編曲沖山優司、管弦アレンジ柴矢俊彦
2. 平山三紀『アンブレラの香り』 - 3分42秒
  - 作詞サエキけんぞう、作曲・編曲高浪慶太郎
3. ミキ&カヨコ『花のよぶ丘』 - 3分40秒
  - 作詞サエキけんぞう、作曲・編曲小西康陽
4. 泉アキ WITH ザ・ファントムギフト『ドゥビ・ドゥビ』 - 3分19秒
  - 作詞サエキけんぞう、作曲チャーリー森田、編曲・演奏・コーラス ザ・ファントムギフト
5. ハルヲ&パール『涙のサスピション』 - 5分55秒
  - 作詞サエキけんぞう、作曲ジェームス藤木、編曲窪田晴男、演奏パール兄弟
6. 青木美冴『夢みるハイウェイ』 - 2分52秒
  - 作詞サエキけんぞう、作曲大木雄司、編曲沖山優司
7. 渚ゆう子『スカンジナビアの白い夏』 - 3分29秒
  - 作詞サエキけんぞう、作曲中崎英也、編曲沖山優司
8. PPS (Pearl Pizzicato Special)『アニマ・プリズミィ』 - 3分22秒
  - 作詞サエキけんぞう、作曲・編曲上野耕路
9. 山本リンダ『バタフライ』 - 5分2秒
  - 作詞サエキけんぞう、作曲・編曲沖山優司
10. 平山三紀『朧月千夜一夜』 - 2分18秒
  - 作詞サエキけんぞう、作曲平井夏美、編曲沖山優司、管弦アレンジ 柴矢俊彦

## 註
1. 1 2 3 4 5  同アルバム同梱のブックレットの記述を参照。